# شهرستان الیس (اکلاهما)
شهرستان الیس، اکلاهما (به انگلیسی: Ellis County, Oklahoma) شهرستانی در ایالات متحده آمریکا است که در اکلاهما واقع شده‌است.

## خصوصیات
شهرستان الیس ۳٬۱۹۰٫۸۸ کیلومترمربع مساحت دارد.